# Xplore Inc.
Xplore Inc est un fournisseur canadien de services internet ruraux et un opérateur de réseau mobile. Il s'agit du plus grand fournisseur de services large bande sans fil fixe et rural du pays. Son siège social est situé à Woodstock, au Nouveau-Brunswick.

## Histoire
Xplore a été fondée en 2004 sous le nom de Barrett XPlore.
En 2011, Barrett XPlore a changé de nom pour devenir Xplornet Communications Inc.
En avril 2012, Xplore a conclu un partenariat avec Shaw Communications pour la commercialisation de forfaits de son service de télévision par satellite Shaw Direct avec le service Internet de Xplore.
La société a acheté en 2014 des capacités sur ViaSat-2 (en) et EchoStar XIX dans le cadre d'un plan visant à étendre sa zone de desserte à l'ensemble du Canada d'ici 2017.
En janvier 2017, Xplore a acquis le concurrent YourLink, basé à Saskatoon.
Xplore a acquis en novembre 2017 le fournisseur de services de téléphonie fixe du Manitoba, Netset Communications. Grâce à cet accord, Xplore a conservé la marque Netset et Netset continue d'exercer ses activités à Brandon, au Manitoba, en tant que division distincte de Xplore.
En juillet 2018, Xplore annonce que plus de 35 000 foyers ruraux de l'Est de l'Ontario auront bientôt accès à la technologie compatible 5G avec des vitesses de téléchargement pouvant atteindre 100 mégabits par seconde. Plus de 450 km de fibre optique seront déployés dans les trois comtés choisis : Northumberland, Hastings et Lennox et Addington, situés entre Brighton et Napanee, dans l’est de l’Ontario. Le projet devait être achevé d'ici 2020.
En juin 2020, Xplore a annoncé sa vente à la société de capital-investissement new-yorkaise Stonepeak Infrastructure Partners (en), sans inclure Xplore Mobile, qui a continué en tant que société distincte avant de fermer ses portes à la fin du mois d'août 2022.
En septembre 2022, la société a changé de marque, passant de Xplornet Communications Inc. à Xplore Inc,.

## Services
Xplore fournit un accès internet fixe sans fil aux régions isolées grâce à une combinaison de fibre, d'internet par satellite et de réseaux fixes sans fil LTE et WiMAX. Elle possède une partie de la capacité à vie de ViaSat-2 (en) et développe son réseau 4G et 5G. Ces réseaux desservent environ 400 000 abonnés, soit le plus grand nombre d'abonnés ruraux canadiens de toutes les entreprises en 2021.
En septembre 2021, Xplore a annoncé qu'elle lançait le premier réseau 5G autonome en région rurale au Canada en commençant par le Nouveau-Brunswick.

### Xplore Mobile
Le 16 février 2017, Bell a annoncé que, dans le cadre de son acquisition de Manitoba Telecom Services (MTS), elle céderait une partie de ses abonnés sans fil à Xplornet. La cession était une condition de la transaction visant à préserver la présence de quatre grandes entreprises de télécommunications sans fil au Manitoba après la fusion (Bell a également cédé une plus grande partie des abonnés sans fil de MTS à Telus). Xplornet recevrait 24 700 abonnés de MTS, ainsi que 6 points de vente et du spectre sans fil. Bell a conclu des ententes avec Xplornet pour fournir l'accès aux tours, l'itinérance et les appareils pour une période de temps pendant qu'elle établit son nouveau réseau mobile,.
La nouvelle marque Xplore Mobile a été annoncée le 1er août 2018. La société a déclaré que ses services sans fil seraient « construits sur les valeurs d'équité, de simplicité et de transparence ».
En juillet 2022, Xplornet a annoncé que Xplore Mobile cesserait ses activités à la fin du mois d'août 2022, invoquant le fait qu'elle avait été touchée par des « tarifs d'itinérance élevés qui dépassent considérablement les prix de détail » et des retards réglementaires dans un nouveau cadre du CRTC qui exigerait que les entreprises de télécommunications sans fil titulaires vendent l'accès en gros à leurs réseaux à de nouveaux concurrents régionaux pendant une certaine période de temps. Les prix pratiqués par Xplore Mobile n'ont jamais été compétitifs par rapport à ceux de Bell, Rogers ou Telus. Le directeur exécutif du Centre pour la défense de l'intérêt public, John Lawford, a fait valoir que la cession n'était pas assez agressive pour faire de Xplore Mobile un concurrent viable des opérateurs historiques.